# Pyraloidea
Pyraloidea (piraloidni moljci) su superfamilija moljaca koja sadrži oko 16.000 opisanih vrsta širom sveta, a verovatno još najmanje toliko ostaje da se opiše. Oni su uglavnom prilično mali moljci i kao takvi su tradicionalno povezani sa parafiletskim Microlepidoptera.

## Spoljašnje veze
- Global Information System on Pyraloidea (GlobIZ)
- Solis, M. Alma (јун 2007). „Phylogenetic studies and modern classification of the Pyraloidea (Lepidoptera )”. Revista Colombiana de Entomología. 33 (1): 1—8. S2CID 54056954. doi:10.25100/socolen.v33i1.9306 .
- Images of Pyraloid Moths in New Zealand Архивирано на веб-сајту  (15. фебруар 2020)